# Spetsai (D83)
Spetsai (grekiska: ΒΠ Σπέτσαι) var en grekisk jagare av Dardo-klass som tjänstgjorde i grekiska flottan under andra världskriget. Hon namngavs efter ön Spetses i Saroniska bukten som spelade en viktig roll i den grekiska frihetskriget. Hon var det fjärde fartyget att bära detta namn.
Hon byggdes i Sestri Ponente, Italien av Cantieri Odero och sattes i tjänst hos den grekiska flottan 1933. Efter grek-italienska krigets utbrott deltog hon i sjöoperationer, bland annat den tredje sjöräden mot den italienska sjöfarten i Otrantosundet (4-5 januari 1941). Under den tyska invasionen av Grekland lyckades hon tillsammans med flera andra fartyg fly till Alexandria. Efter att ha genomgått reparationer och modernisering i Calcutta återvände hon till eskorttjänst i Medelhavet med det brittiska fartygsnumret H 38. Hon återvände till Grekland efter befrielsen i oktober 1944 och utrangerades 1946.